# Kalaznó, Tolna
Kalaznó  este un sat în districtul Tamás, județul Tolna, Ungaria, având o populație de 171 de locuitori (2011). 

## Demografie
Componența etnică a satului Kalaznó
     Maghiari (97,5%)
     Romi (2,5%)
Componența confesională a satului Kalaznó
     Fără religie (16,37%)
     Reformați (9,36%)
     Necunoscută (74,27%)
Conform recensământului din 2011, satul Kalaznó avea 171 de locuitori. Din punct de vedere etnic, majoritatea locuitorilor (97,5%) erau maghiari, cu o minoritate de romi (2,5%). Nu există o religie majoritară, locuitorii fiind persoane fără religie (16,37%) și reformați (9,36%). Pentru 74,27% din locuitori nu este cunoscută apartenența confesională.